# Иклинское
Иклинское — деревня в Боровском районе Калужской области России. Входит в состав муниципального образования сельское поселение Село Ворсино.

## География
Находится на северо-востоке Калужской области, вблизи границы с Московской областью. Через деревню протекает бывшая речка Иклинка — приток реки Истьи. Рядом — деревня Шилово.

## Население
| 2002 | 2010 |
| ---- | ---- |
| 11   | ↗14  |

## История
В 1685 году относилось, как и соседнее Шилово, к Суходольскому стану Боровского уезда.
По описанию 1782 года Иклинское — село. Владельцы — Лущихины: Аким Никитич, Яков Никитич, Василий Алексеевич, Николай Алексеевич; Агафья Фёдоровна Калашникова; Пелагея Петровна Чебукова; Анна Алексеевна Беклемишева; Пётр Григорьевич Протасов. При селе церковь Василия Великого с приделом Николая Чудотворца.

## Достопримечательности
Место расположения бывшей церкви Василия Великого, построенной между 1885 и 1886 годами, три кладбища. Уцелело надгробие с надписью церковного в некрополе Васильевской церкви АМЕН "?"КО Анастасия Петровна, урожденная АПРЕЛЕВА (? — †22 февраля 1837), жена коллежского асессора.